# Schloss Velthurns

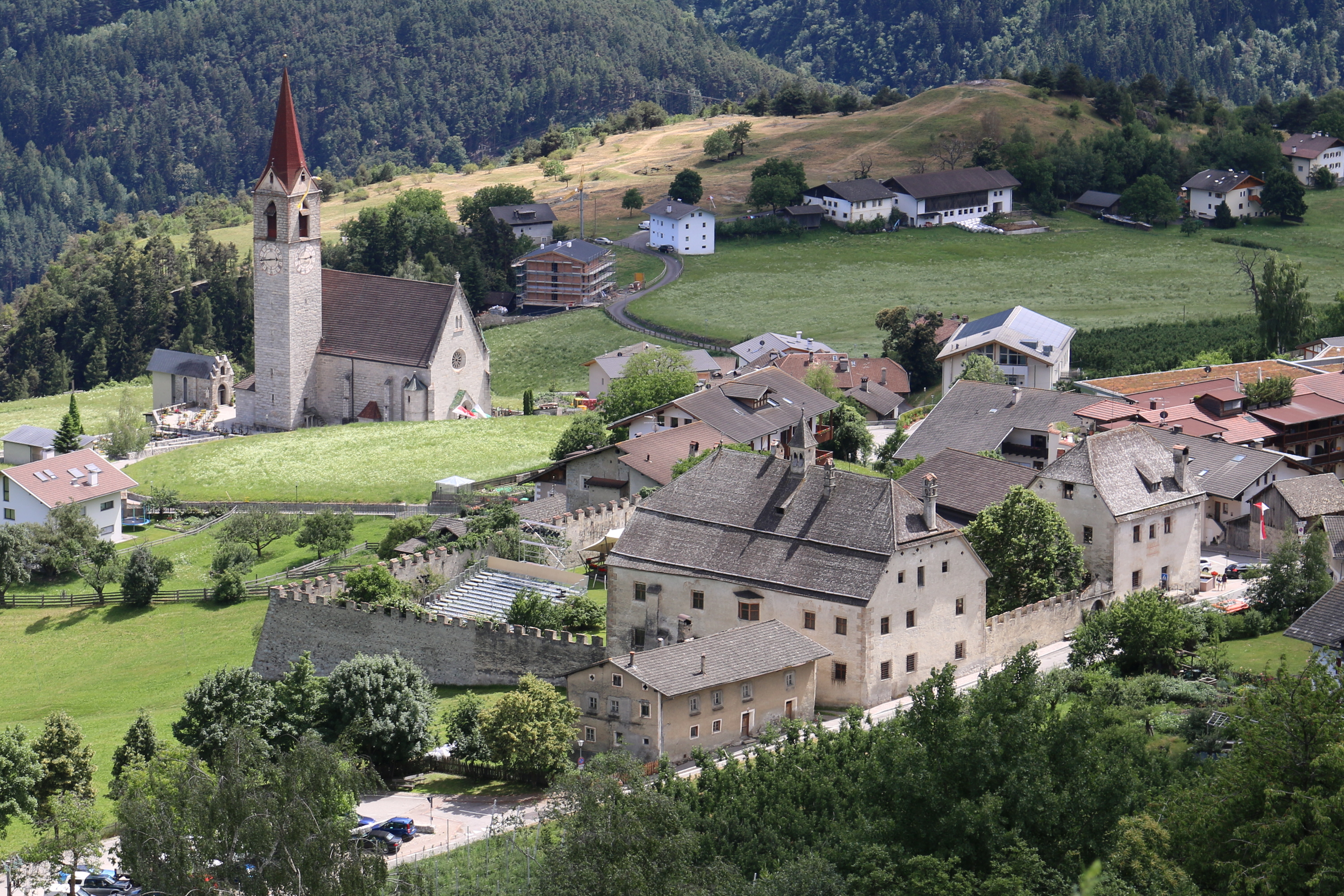
Blick auf die Anlage im Dorfbild

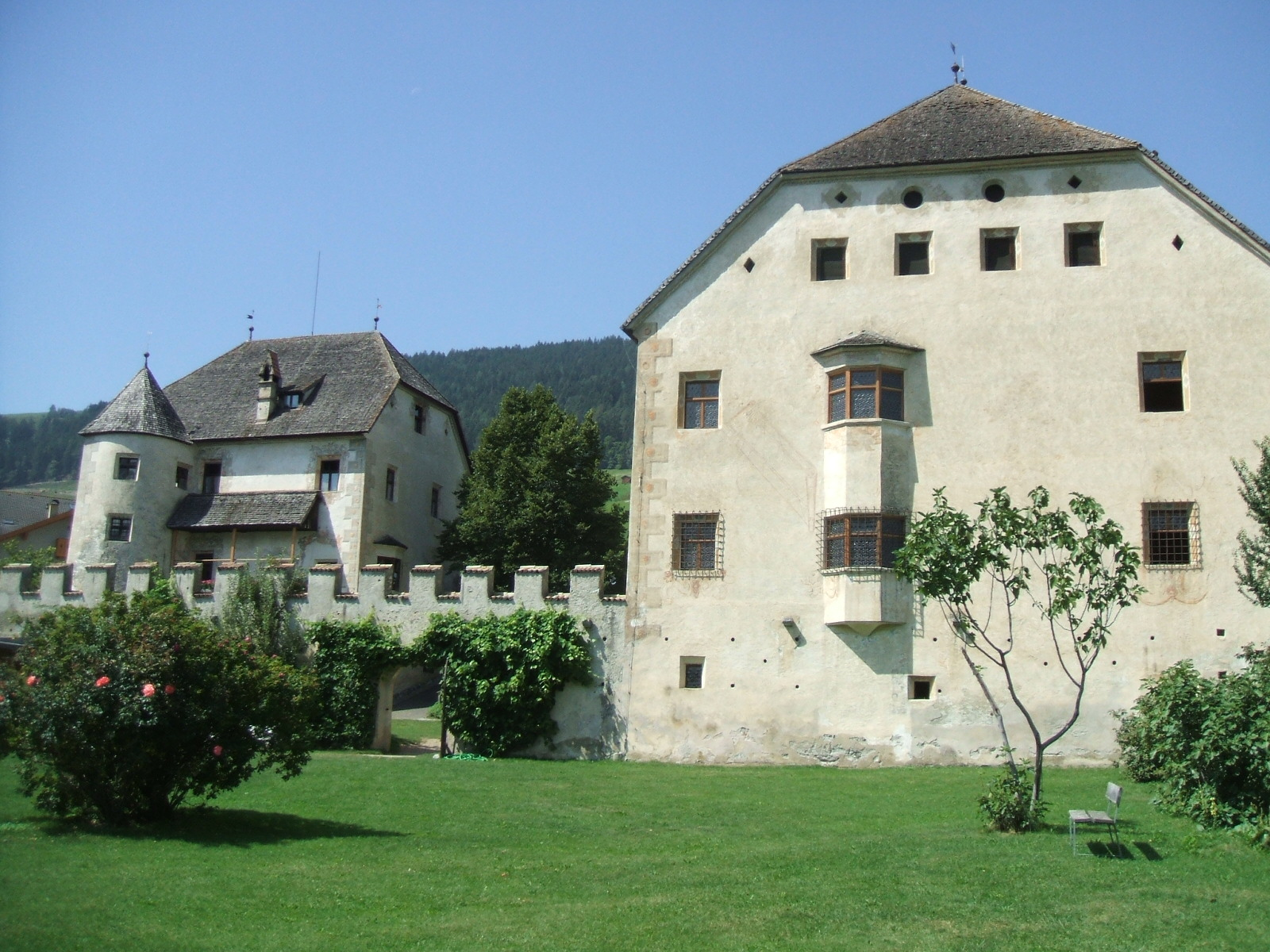
Schloss Velthurns

Schloss Velthurns befindet sich in Feldthurns im Eisacktal in Südtirol (Italien).
Das ab 1578 von Johann Thomas von Spaur, Fürstbischof von Brixen, gebaute Schloss ist ein Renaissance-Bauwerk. Mit dem Bau war noch unter dem Vorgänger Spaurs, Cristoforo Madruzzo, der Brixner Baumeister Matthias Parlati beauftragt worden. Bis 1803 diente die Anlage als Sommersitz der Fürstbischöfe und wurde danach kaiserlicher Besitz, ging aber später in private Hände über. Noch 1846 soll es sich im besten Bauzustand befunden haben.
Der künstlerische Wert der Innenausstattung, insbesondere des Fürstenzimmers, war im späten 19. Jahrhundert bekannt. Teile der Täfelung und eine intarsiengeschmückte Tür wurden ausgebaut und bei der Weltausstellung 1873 in Wien gezeigt. Diese Täfelung war offenbar ein Grund für den Erwerb des Schlosses durch Fürst Johann II. von und zu Liechtenstein im Jahr 1875, der plante, sie in Schloss Vaduz einbauen zu lassen. Dies konnte ebenso verhindert werden wie eine Übertragung der Täfelung in das Bozner Stadtmuseum. 1904 schenkte derselbe Fürst das Schloss der Stadt Bozen.
Die Zeit in städtischem Besitz war durch unangemessene Nutzungen und unterlassene Instandhaltung gekennzeichnet. 1978/79 gelangte das Schloss in das Eigentum des Landes Südtirol. Noch 1979 wurden Restaurierungsmaßnahmen vorbereitet, die dann 1980–1983 durchgeführt wurden.
Das Schloss befindet sich heute in einem guten Zustand. Die Innenausstattung stellt ein beeindruckendes Werk der Spätrenaissance dar. Heute dient es als Museum und Veranstaltungsort für Konzerte, Theateraufführungen und Ausstellungen.
Die Vertäfelungen, Türen und Decken bilden auch heute noch den eindrucksvollsten Bestandteil der Innenausstattung. Die meist im oberen Wandteil angebrachten Wandmalereien treten dahinter zurück, sie sind weniger gut erhalten und auch nicht besonders originell. Gerade Letzteres macht sie aber für die Kunstgeschichte interessant: Bei vielen Sujets konnte gezeigt werden, dass für die Wandbilder Kupferstiche als Vorlagen dienten.